# Blizzard Entertainment
Blizzard Entertainment er en amerikansk computerspiludvikler.

## Historie
Blizzard Entertainment Inc. er en amerikansk spiludvikler og producent som blev grundlagt 8. februar 1991 under navnet Silicon & Synapse af tre kandidater fra UCLA Michael Morhaime, Allen Adham og Frank Pearce. Baseret i Irvine, Californien, selskabet oprindeligt primært koncentreret sig om oprettelse af spil-porte til andre filmselskaber, før de begynder at udvikle deres egen software i 1993 med udviklingen af spil som Rock N' Roll Racing og The Lost Vikings. I 1994 blev virksomheden til Blizzard Entertainment Inc, før de har erhvervet fra en distributør Davidson & Associates. Kort tid derefter, Blizzard afsendt deres gennembrud hit Warcraft: Orcs and Humans. Blizzard gik på at skabe flere succesfulde pc-spil, herunder Warcraft, Starcraft og Diablo-serien, og MMORPG World of Warcraft.
Den 9. juli 2008, officielt Activision fusionerede med Vivendi Games, der kulminerede i forbindelse med integration af Blizzard mærke i titlen af de resulterende holdingselskabet, men Blizzard Entertainment er fortsat en særskilt enhed med selvstændig ledelse. Blizzard Entertainment tilbyder begivenheder mødes spillere og at annoncere spil: BlizzCon i Californien, USA, og Blizzard Worldwide Invitational i andre lande.

## Produktserier

### Warcraft
I 1994 udkommer "WarCraft – Orcs and Humans". Warcraft er et RTS-strategispil, der udformer sig i en middelalderlig verden, hvor mennesker kæmper mod orker. Nogle år senere udkommer efterfølgeren "Warcraft II: Tides of Darkness" og i 2001 udkommer den længe ventet efterfølger "Warcraft III: Reign of Chaos". Sidstnævnte titel har været en enorm succes for Blizzard. Desuden er der også udgivet udvidelsespakker til WarCraft 2 og 3, f.eks. The Frozen Throne.

#### World of Warcraft
I 2004 blev Blizzard omsider færdige med det længe ventede World of Warcraft, der er et MMORPG-spil, der spilles af flere millioner spillere på verdensplan. World of Warcraft har markeret en milesten i udviklingen af MMORPG'er, og er langt det største på både det amerikanske og europæiske marked.
Til spillet er også udgivet ni udvidelser; den første som hedder The Burning Crusade, Wrath of the Lich King, Cataclysm, Mists of Pandaria, Warlords of Draenor, Legion, Battle for Azeroth, Shadowlands og Dragonflight som er det nyeste.

### Diablo
Diablo og efterfølgeren Diablo II med tilhørende udvidelsespakke, Lord of Destruction, er et rollespilslignende hack'n'slash, der foregår i en middelalderlig tid. Grundprincippet i begge spil er enkle: Man skal kæmpe sig vej gennem dæmoner, monstre og uhyrer.
I spillet vælger man en karakter, som man vil spille. I Diablo er der tre karakterer at vælge mellem og i Diablo II er der 5 karakterer at vælge mellem (7 hvis man har udvidelsespakken). Gennem spillet bliver ens karakter bedre, og kan lære forskellige "spells" og "abilities". Man kan også udstyre sin karakter med mange forskellige våben, rustninger, og andre ting.
Diablo III blev udgivet den 15. maj 2012

### StarCraft
StarCraft udkom i 1998 og har samme koncept som Warcraft. Det udspiller sig bare i fremtiden, i stedet for i Titanernes verden som Warcraft udspiller sig i. I StarCraft spiller man enten den menneskelige race Terran, de højteknologiske Protoss eller de frygtindgydende aliens Zerg. StarCraft høstede international succes og huskes af stort set alle computerkendere, selv den dag i dag.
Blizzard har 27. Juli 2010 udsendt nummer to i rækken, som hedder Starcraft II: Wings of Liberty. Der er senere blev udgivet to udvidelsespakker kaldet "Heart of The Swarm" og "Legacy of the Void".

### Hearthstone: Heroes of Warcraft
Hearthstone er et samlekortspil som fungerer via et online en-mod-en tur-baseret kampsystem. Spillere starter spillet med en samling "basiskort", men der er senere mulighed for at skaffe sjældnere og mere kraftfulde kort. Dette sker ved at man enten køber en pakke med kort, eller vinder kort via arena eller adventures. Det er også muligt at ødelægge kort man allerede har for få valutaen "arcane dust" som kan bruges til at lave nye kort. Pakker med kort og adgang til arenaen kan enten købes med den virtuelle valuta guld som man modtager ved at klare daglige missioner og ved at vinde spil, eller med rigtige penge
Hearthstone foregår i Warcraft-universet.

### Overwatch
Overwatch fungerer med gruppebaseret kamp med 2 hold med seks spillere i hver der kæmper mod hinanden. Spillere vælger en af flere "helte" figurer, hver med deres egne unikke evner og rolleklasser. De fire karakter-roller er: Kraftige helte med høj hastighed og angreb, men lavt forsvar. Forsvars-fokuserede helte der danner "choke-points" til fjender.